# Мичъл Мусо
Мичъл Тейт Мусо (на английски: Mitchel Tate Musso) е американски актьор, певец, автор на песни и музикант. Мусо е най-известен със своите роли на Оливър в „Хана Монтана“, Джеръми Джонсън в анимационния сериал „Финиъс и Фърб“ и Крал Брейди в „Чифт крале“.
Мусо е роден на 9 юли 1991 г. в Гарланд, Тексас, вторият син на Катрин (моминско име Мур) и Самуъл Мусо.